# Le Bar aux illusions
Pour plus de détails, voir Fiche technique et Distribution.
Le Bar aux illusions (The Time of Your Life) est un film américain réalisé par H. C. Potter, sorti en 1948. C'est une adaptation de la pièce éponyme de William Saroyan (1939).

## Synopsis
Joe est un pilier de bar qui passe ses journées à boire du champagne dans le bar de Nick. Un jour, une femme dénommée Kitty se joint aux habitués et tombe bientôt amoureuse de Tom, un ami de Joe. Tom et Kitty se marient. Peu après, arrive un inconnu qui déstabilise le groupe des habitués.

## Fiche technique
- Titre français : Le Bar aux illusions
- Titre original : The Time of Your Life
- Réalisation : H. C. Potter
- Scénario : Nathaniel Curtis (adaptation), d'après la pièce de théâtre The Time of Your Life (en) de William Saroyan
- Costumes : Courtney Haslam
- Musique : Carmen Dragon
- Producteur : William Cagney
- Pays de production : États-Unis
- Format : Noir et blanc - 1,37:1 - Mono
- Genre : drame
- Durée : 105 minutes
- Dates de sortie : 
  - États-Unis : 26 mai 1948
  - France : 1er juillet 1949

## Distribution
- James Cagney : Joseph T., dit "Joe"
- William Bendix : Nick
- Wayne Morris : Tom
- Jeanne Cagney : Kitty Duval
- Broderick Crawford : Krupp
- Ward Bond : McCarthy
- James Barton : Kit Carson
- Paul Draper : Harry
- Gale Page : Mary L.
- James Lydon : Dudley Raoul Bostwick
- Richard Erdman : Willie
- Pedro de Cordoba : Philosophe arabe
- Reginald Beane : Wesley
- John 'Skins' Miller : Un ivrogne
- Tom Powers : Freddy Blick
- Natalie Schafer : Une femme du monde
- Howard Freeman : Un gentleman
- Claire Carleton : « Killer »